# Mycalesis valeria
Mycalesis valeria är en fjärilsart som beskrevs av Grose-smith 1898. Mycalesis valeria ingår i släktet Mycalesis och familjen praktfjärilar. Inga underarter finns listade i Catalogue of Life.